# توماس بي. غريفيث
توماس بي. غريفيث (بالإنجليزية: Thomas B. Griffith) هو محامي وقاضي أمريكي، ولد في 5 يوليو 1954 في يوكوهاما في اليابان.

## وصلات خارجية
- توماس بي. غريفيث على موقع إن إن دي بي (الإنجليزية)